# Пасјак (Гњилане)
Пасјак (алб. Pasjak или Pasjaku) је насеље у општини Гњилане, Косово и Метохија, Република Србија. Насеље је након 1999. године познато и као Мухаџерај (алб. Muhaxheraj).
Атар насеља се налази на територији катастарске општине Коретиште.

## Становништво
| Демографија | Демографија | Демографија |
| Година      | Становника  | Становника  |
| ----------- | ----------- | ----------- |